# Bernhard Studer
Bernhard Studer (ur. 21 sierpnia 1794 w Büren an der Aare, zm. 2 maja 1887 w Bernie) – szwajcarski geolog, mineralog i alpinista.

## Życiorys
Otrzymał wykształcenie przygotowujące do duchowieństwa, ale jego zainteresowania przeniosły się później na nauki ścisłe. W 1815 r. został nauczycielem matematyki w gimnazjum w Bernie, a w następnym roku rozpoczął studia geologiczne na Uniwersytecie w Getyndze, gdzie studiował geologię pod kierunkiem niemieckiego mineraloga Johanna Friedricha Ludwiga Hausmanna. W Getyndze zaprzyjaźnił się z Peterem Merianem. Później kontynuował swoją edukację we Fryburgu, Berlinie i Paryżu.
W 1825 roku opublikował swoje pierwsze większe dzieło: Beyträge zu einer Monographie der Molasse. Rozpoczął szczegółowe badania Alp Zachodnich i w 1834 r. opublikował Geologie der westlichen Schweizer-Alpen. W tym samym roku, w dużej mierze dzięki jego wpływom, powstał Uniwersytet w Bernie, na którym został pierwszym profesorem geologii. Głównym owocem jego badań była Geologia Szwajcarii w dwóch tomach (1851–1853) oraz mapy geologiczne Szwajcarii przygotowane z pomocą Arnolda Eschera von der Lintha.
W 1850 r. został wybrany zagranicznym członkiem Londyńskiego Towarzystwa Geologicznego, a w 1879 r. został przez nie odznaczony medalem Wollaston. Był korespondentem Francuskiej Akademii Nauk i otrzymał cywilny Order Pour le Mérite. Był obecny na pierwszym zebraniu Szwajcarskiego Towarzystwa Nauk Przyrodniczych (Schweizer Naturforschenden Gesellschaft) i pozostał jego członkiem przez 72 lata.